# Dramatische Ironie
Unter dramatischer Ironie im Theater versteht man eine Ironie, die dadurch erzeugt wird, dass sich eine Wechselwirkung zwischen den auf der Bühne dargestellten Ereignissen und den Ereignissen aus Sicht der Zuschauer ergibt.

## Beschreibung
Dramatische Ironie resultiert aus der Interferenz des inneren und äußeren Kommunikationssystems in der Theateraufführung. Sie ist weitgehend deckungsgleich mit der Sophokleischen Ironie, die aus den Intentionen von Oidipus’ Reden und Handlungen und dem Vorwissen der Zuschauer um ihre Konsequenzen resultiert. Sie ist zu unterscheiden von Ironie im Drama. 
Manfred Pfister zufolge hat dramatische Ironie mit unterschiedlichen Wahrnehmungen einmal im inneren Kommunikationssystem (Figuren) und dann im äußeren Kommunikationssystem (Zuschauer) zu tun. Wenn Antonius in Cäsars Grabrede mehrfach den Satz äußert „Brutus is an honourable man“ (Julius Cäsar III,ii), so ist das ironisch und signalisiert den anderen Figuren der Handlung die Diskrepanz zwischen Gesagtem und Gemeintem – es ist aber keine dramatische Ironie. Diese stellt sich erst im Fortgang der Handlung ein. In einem weiteren Beispiel spricht Macbeth in seiner Eröffnung die Worte „So foul and fair a day I have not seen“ (I, iii), womit er das schlechte Wetter und zugleich die Freude über den militärischen Sieg wiedergibt. Die Zuschauer jedoch erinnern sich sofort an die Hexen und ihre Weissagung in Akt I, Szene i „Fair is foul, and foul is fair“, wodurch Macbeths Worte eine zusätzliche übernatürliche Bedeutungsnuance gewinnen, von der Macbeth aber nichts weiß.